# 광대버섯과
광대버섯과(Amanitaceae)는 광대버섯종류에 해당하는 버섯들이며, 이것에 속한 버섯들은 대부분 독버섯들이다.